# Ameivula nigrigula
Ameivula nigrigula es una especie de lagarto del género Ameivula, perteneciente a la familia Teiidae. Fue descrita científicamente por Arias, de Carvalho, Zaher, & Rodrigues en 2011.

## Distribución
Se encuentra en Brasil (Bahía).